# 棒茎伏翼
棒茎伏翼（学名：Pipistrellus paterculus）为蝙蝠科伏翼属的动物。在中国大陆，分布于贵州、云南等地。该物种的模式产地在缅甸。

## 亚种
- 棒茎伏翼云南亚种（学名：Pipistrellus paterculus yunnanensis），Wang于1982年命名。在中国大陆，分布于云南等地。该物种的模式产地在云南泸水。[2]